# Dublinesk
Dublinesk är en roman av den spanske författaren Enrique Vila-Matas utgiven 2010. Den handlar om en före detta bokförläggare som desillusionerad av den nya digitala eran och sitt eget liv reser till James Joyces och Ulysses hemstad Dublin för att där hålla en begravningsceremoni för den tryckta boken.

## Mottagande
"Vila-Matas har skapat ett mästerverk" skrev The Times Literary Supplement. När romanen utkom på svenska skrev Ulrika Stahre i Aftonbladet: "Vila-Matas kan konsten att leka med romanens form, att lägga så många lager av ifrågasättanden att själva det livs- och kulturtvivel som huvudpersonen uttrycker nästan förvandlas till sin motsats. Det ser ut att handla om ett utslocknande, men väcker en generell lust och nyfikenhet."